# I'll Cry for You
I'll Cry for You è una power ballad del gruppo musicale svedese Europe, estratta come secondo singolo dall'album Prisoners in Paradise nel dicembre 1991.
La canzone è stata scritta dal cantante Joey Tempest con la collaborazione di Nick Graham, noto per essere stato bassista e cantante degli Atomic Rooster. Raggiunse la posizione numero 28 della Official Singles Chart nel Regno Unito. Una versione acustica di I'll Cry for You è stata inclusa nelle raccolte 1982-1992, 1982-2000 e Rock the Night: The Very Best of Europe.
La band power metal tedesca Edguy influenzata anche e in parte dallo stile degli Europe, ne ha registrato una cover e l'ha inclusa come traccia bonus del singolo Lavatory Love Machine nel 2004, che è stato ripubblicato all'interno della raccolta The Singles nel 2008.

## Tracce
1. I'll Cry for You – 5:21 (Joey Tempest)
2. Break Free – 4:05 (Tempest)

### Lato B
Il lato B del singolo è Break Free, brano escluso dalla versione originale dell'album Prisoners in Paradise.

## Formazione
- Joey Tempest – voce
- Kee Marcello – chitarra
- John Levén – basso
- Mic Michaeli – tastiera
- Ian Haugland – batteria

## Classifiche
| Classifica (1992) | Posizione massima |
| ----------------- | ----------------- |
| Regno Unito       | 28                |